# Boophis marojezensis
A Boophis marojezensis a kétéltűek (Amphibia) osztályába, a békák (Anura) rendjébe és az aranybékafélék (Mantellidae) családjába tartozó faj. Nevét felfedezésének helyéről, a Marojejy-hegységről kapta. 

## Előfordulása
A faj Madagaszkár endemikus faja. A sziget középső-keleti és északkeleti részein honos 300–1220 m-es magasságban. Természetes élőhelye elsődleges és másodlagos esőerdők.

## Megjelenése
Kis méretű békafaj. A hímek hossza 20–27 mm, a nőstényeké 32–33 mm. Háti bőre sima. Színe változékony, általában barna vagy vörösesbarna. Irisze az északkeleti populáció esetében sárgás- vagy világosbarna, a keleti populáció esetében az íriszt vöröses színezet veszi körül. Hasa fehér.